# Binder EB29
Die EB29 ist ein eigenstartfähiges Hochleistungssegelflugzeug des Herstellers Binder Motorenbau GmbH für die Offene Klasse.

## Geschichte
Die EB29 ist ursprünglich als Einsitzer konzipiert und verwendet den Flügel des Doppelsitzers EB28 Edition.
Der Erstflug erfolgte am 10. September 2009. Die EASA-Musterzulassung wurde am 1. Februar 2012 erteilt.
Die Schwestermodelle EB29D und EB29DElektro – letztere ist mit einem leistungsstarken Elektromotor ausgestattet – verfügen über einen leicht modifizierten Rumpf, der Platz für einen Kopiloten bietet. Die Platzverhältnisse sind allerdings beengt, sodass der Konstrukteur Walter Binder von einem 1,5-Sitzer spricht. Der Erstflug der EB29DElektro fand im November 2012 statt, die EB29D hob am 28. Mai 2013 das erste Mal ab.
Am 28. Juli 2014 erhielt die EB29D die EASA-Musterzulassung.
Als Weiterentwicklung der Modelle EB29 und EB29D wurde ein neuer Flügel entwickelt, der am 18. März 2016 erstmals in Betrieb genommen wurde. Dieser Flügel verwendet eine Reihe neuentwickelter Flügelprofile und trägt auch durch seine geometrischen Gegebenheiten zu einer noch schärferen Auslegung bei. Die Modelle, die mit diesem Flügel bestückt sind, werden mit EB29R bzw. EB29DR bezeichnet. Keine anderen Segelflugzeuge aus Serienproduktion übertreffen die hiermit erreichte Streckung von 52,6. Beispielsweise fliegt das größte Segelflugzeug Eta mit einer Streckung von 51,33 und das Einzelstück Concordia mit 57,2.

## Konstruktion
Als Antrieb für den Eigenstart der Modelle EB29 und EB29D dient ein Solo Motor 2625/2. Die EB29DElektro ist mit einem Emrax UHP LC ausgerüstet.

## Nutzung
Bei der Segelflug-Weltmeisterschaft 2010 gewann der Pilot Michael Sommer mit der EB29 die Offene Klasse. 2011 wurde Markus Frank mit der EB29 Europameister und Michael Sommer Deutscher Meister. Die EB29 und ihre Modifikationen belegen seitdem regelmäßig bei internationalen Wettbewerben vorderste Plätze.

## Technische Daten
| Kenngröße             | EB29                        | EB29                        | EB29                        | EB29D                       | EB29D                       | EB29DE                           | EB29DE                           | EB29R / EB29DR              |
| --------------------- | --------------------------- | --------------------------- | --------------------------- | --------------------------- | --------------------------- | -------------------------------- | -------------------------------- | --------------------------- |
| Erstflug              | 10. September 2009          | 10. September 2009          | 10. September 2009          | 28. Mai 2013                | 28. Mai 2013                | 12. November 2012                | 12. November 2012                |                             |
| Besatzung             | 1                           | 1                           | 1                           | 2                           | 2                           | 2                                | 2                                | 1 / 2                       |
| Rumpflänge            | 8 m                         | 8 m                         | 8 m                         | 8,25 m                      | 8,25 m                      | 8,25 m                           | 8,25 m                           | 8 m / 8,25 m                |
| Spannweite            | 25,3 m                      | 28,3 m                      | 29,3 m                      | 25,3 m                      | 28,3 m                      | 25,3 m                           | 28,3 m                           | 28,0 m                      |
| Höhe                  | 1,8 m                       | 1,8 m                       | 1,8 m                       | 1,76 m                      | 1,76 m                      | 1,80 m                           | 1,80 m                           |                             |
| Flügelfläche          | 15,4 m²                     | 16,5 m²                     | 16,8 m²                     | 15,4 m²                     | 16,5 m²                     | 15,4 m²                          | 16,5 m²                          | 14,9 m²                     |
| Flügelstreckung       | 41,6                        | 48,5                        | 51                          | 41,6                        | 48,5                        | 41,6                             | 48,5                             | 52,6                        |
| Beste Gleitzahl       | etwa 63                     | etwa 66                     | etwa 68                     | etwa 63                     | etwa 66                     | etwa 63                          | etwa 66                          |                             |
| max. Startmasse       | 900 kg                      | 900 kg                      | 900 kg                      | 850 kg                      | 850 kg                      | 900 kg                           | 900 kg                           | 850 kg                      |
| max. Flächenbelastung | 58,5 kg/m²                  | 54,5 kg/m²                  | 53,6 kg/m²                  | 55,2 kg/m²                  | 51,5 kg/m²                  | 58,5 kg/m²                       | 54,5 kg/m²                       | 57 kg/m²                    |
| Höchstgeschwindigkeit | 280 km/h                    | 280 km/h                    | 280 km/h                    | 280 km/h                    | 280 km/h                    | 280 km/h                         | 280 km/h                         |                             |
| Triebwerk             | Solo 2625 02, 47 kW (64 PS) | Solo 2625 02, 47 kW (64 PS) | Solo 2625 02, 47 kW (64 PS) | Solo 2625 02, 47 kW (64 PS) | Solo 2625 02, 47 kW (64 PS) | Emrax UHP LC, max. 52 kW (70 PS) | Emrax UHP LC, max. 52 kW (70 PS) | Solo 2625 02, 47 kW (64 PS) |
| Quelle:               |                             |                             |                             |                             |                             |                                  |                                  |                             |